# Fonni
Fonni település Olaszországban, Szardínia régióban, Nuoro megyében. Lakosainak száma 3639 fő (2023. január 1.). Fonni Gavoi, Mamoiada, Orgosolo, Villagrande Strisaili, Desulo, Lodine és Ovodda községekkel határos.

## Népesség
A település lakossága az elmúlt években az alábbi módon változott:
| Lakosok száma | 3942 | 3892 | 3639 |
|               | 2017 | 2018 | 2023 |